# Zephyranthes minuta
Zephyranthes minuta es una especie de planta bulbosa geófita perteneciente a la familia de las amarilidáceas. Se distribuye desde México a Colombia y se ha naturalizado en todo el mundo como planta ornamental.

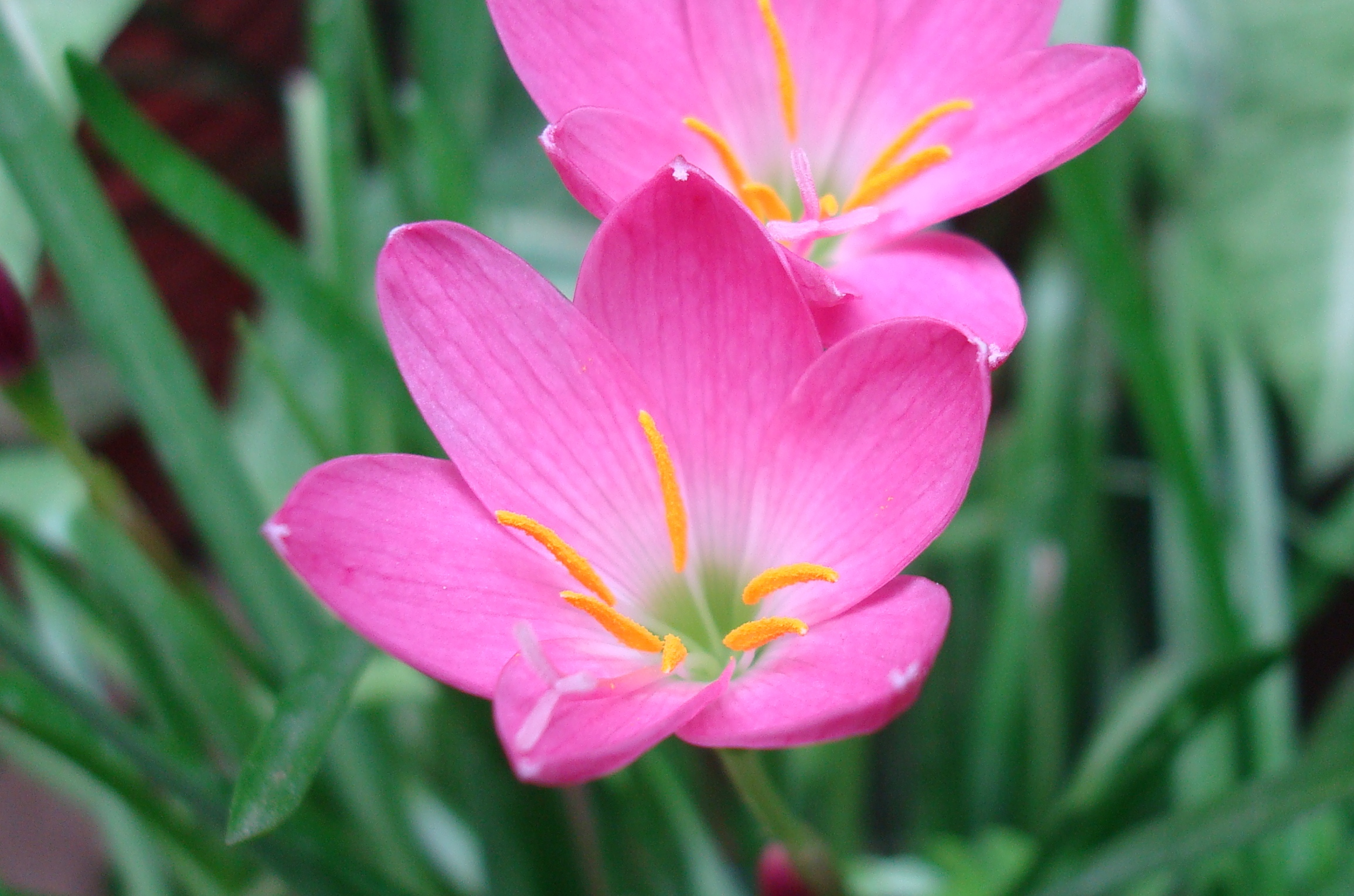
Detalle de la flor

## Taxonomía
Zephyranthes minuta fue descrita por (Kunth) D.Dietr. y publicado en Synopsis Plantarum 2: 1176, en el año 1840.
Etimología
Zephyranthes: nombre genérico que proviene de (Zephyrus, Dios del viento del oeste en la mitología griega y Anthos, flor) puede traducirse como "flor del viento del oeste", siendo el "viento del oeste" el que trae la lluvia que desencadena la floración de estas especies.
minuta: epíteto latino que significa "pequeña, diminuta".
Sinonimia
- Amaryllis minuta Kunth, Nov. Gen. Sp. (quarto ed.) (Humboldt, Bonpland & Kunth) 1: 278. 1816. basónimo
- Zephyranthes grandiflora Lindl., Bot. Reg. 11: t. 902. 1825, nom. illeg.
- Amaryllis minima Ker Gawl., J. Sci. Arts (London) 2: 350. 1817.
- Amaryllis pallida Willd. ex Schult. & Schult.f., Syst. Veg. (Roemer & Schultes) 7: 801. 1830, nom. illeg.
- Amaryllis striatula Schult. & Schult.f., Syst. Veg. (Roemer & Schultes) 7: 801. 1830.
- Amaryllis verecunda (Herb.) Schult. & Schult.f., Syst. Veg. (Roemer & Schultes) 7: 800. 1830, nom. illeg.
- Zephyranthes ackermannia (Herb.) M.Roem., Fam. Nat. Syn. Monogr. 4: 124. 1847.
- Zephyranthes carinata Herb., Bot. Mag. 52: t. 2594. 1825.
- Zephyranthes grahamiana Herb., Amaryllidaceae: 175. 1837.
- Zephyranthes lilacina Liebm., Index Seminum (C) 1844: s.p.. 1844.
- Zephyranthes nervosa D.Dietr., Syn. Pl. 2: 1176. 1840, nom. illeg.
- Zephyranthes pallida M.Roem., Fam. Nat. Syn. Monogr. 4: 124. 1847.
- Zephyranthes sessilis var. ackermannia Herb., Amaryllidaceae: 175. 1837.
- Zephyranthes sessilis var. striata (Herb.) Herb., Amaryllidaceae: 175. 1837.
- Zephyranthes sessilis var. verecunda (Herb.) Herb., Amaryllidaceae: 175. 1837.
- Zephyranthes striata Herb., Bot. Mag. 52: t. 2593. 1825.
- Zephyranthes verecunda Herb., Bot. Mag. 52: t. 2583. 1825.[4]